# Pioneer Venus 1
Pioneer Venus 1 (inne nazwy: Pioneer Venus Orbiter, Pioneer 12) – amerykańska bezzałogowa sonda kosmiczna. Sztuczny satelita Wenus w latach 1978 - 1992. Wykonała pierwszą globalną radarową mapę powierzchni tej planety oraz przeprowadziła badania jej atmosfery i jonosfery.

## Konstrukcja sondy
Kadłub sondy miał kształt cylindra o średnicy 2,5 m i wysokości 1,2 m. Boczna ściana kadłuba pokryta była przez baterie słoneczne o mocy 312 W. Antena główna do łączności z Ziemią miała średnicę 1,09 m. Z kadłuba wystawał pojedynczy wysięgnik o długości 4,7 m dla magnetometru. Wejście na orbitę Wenus umożliwił silnik rakietowy na paliwo stałe o ciągu 18 000 N. Aparatura naukowa sondy o łącznej masie 45 kg posłużyła do przeprowadzenia 17 eksperymentów. W jej skład wchodził m.in. altimetr radarowy, fotopolarymetr i dwa spektrometry masowe. Całkowita masa sondy wynosiła 582 kg.

## Przebieg misji

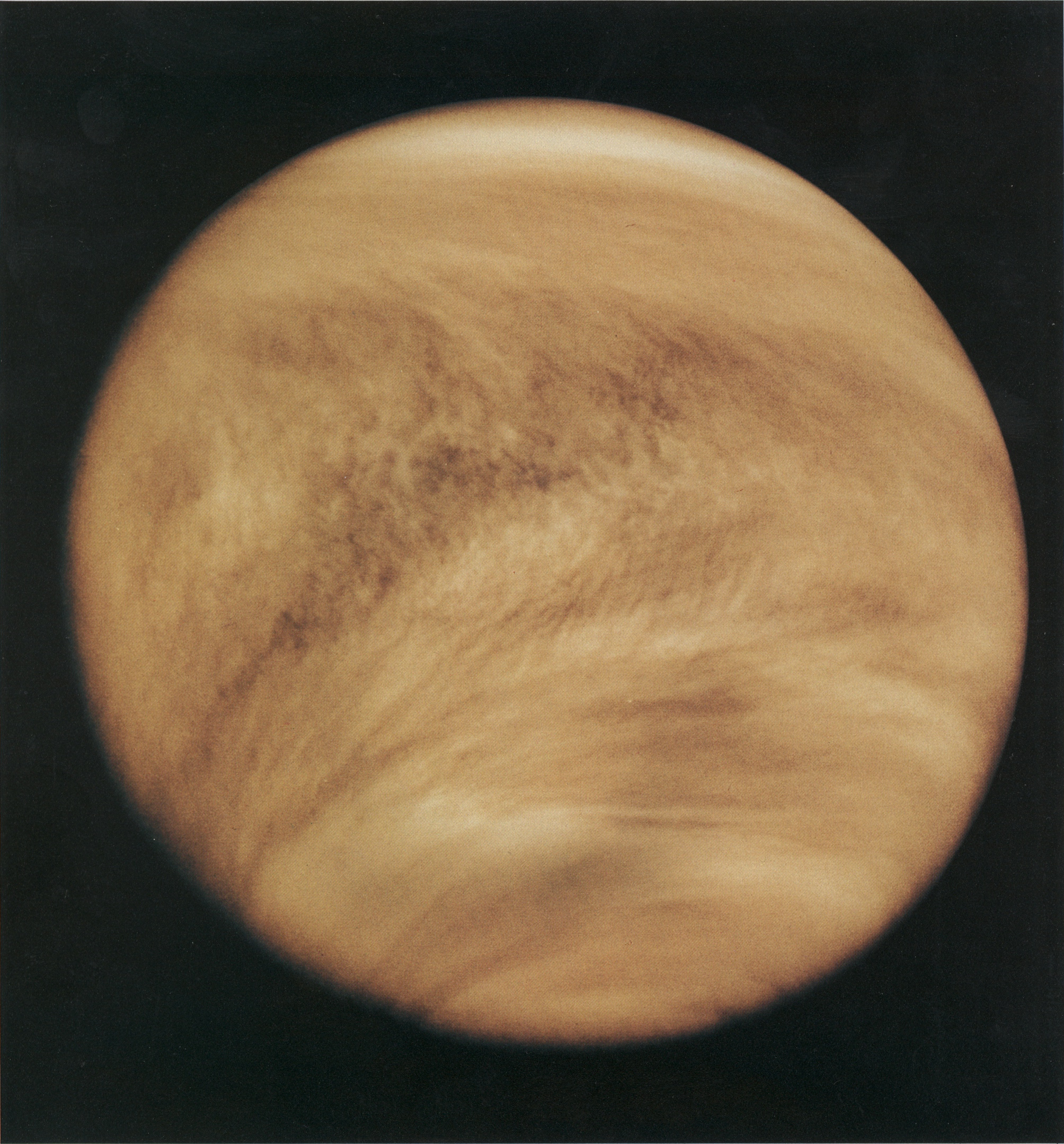
Fotografia powłoki chmur Wenus wykonana w ultrafiolecie 26 lutego 1979 roku

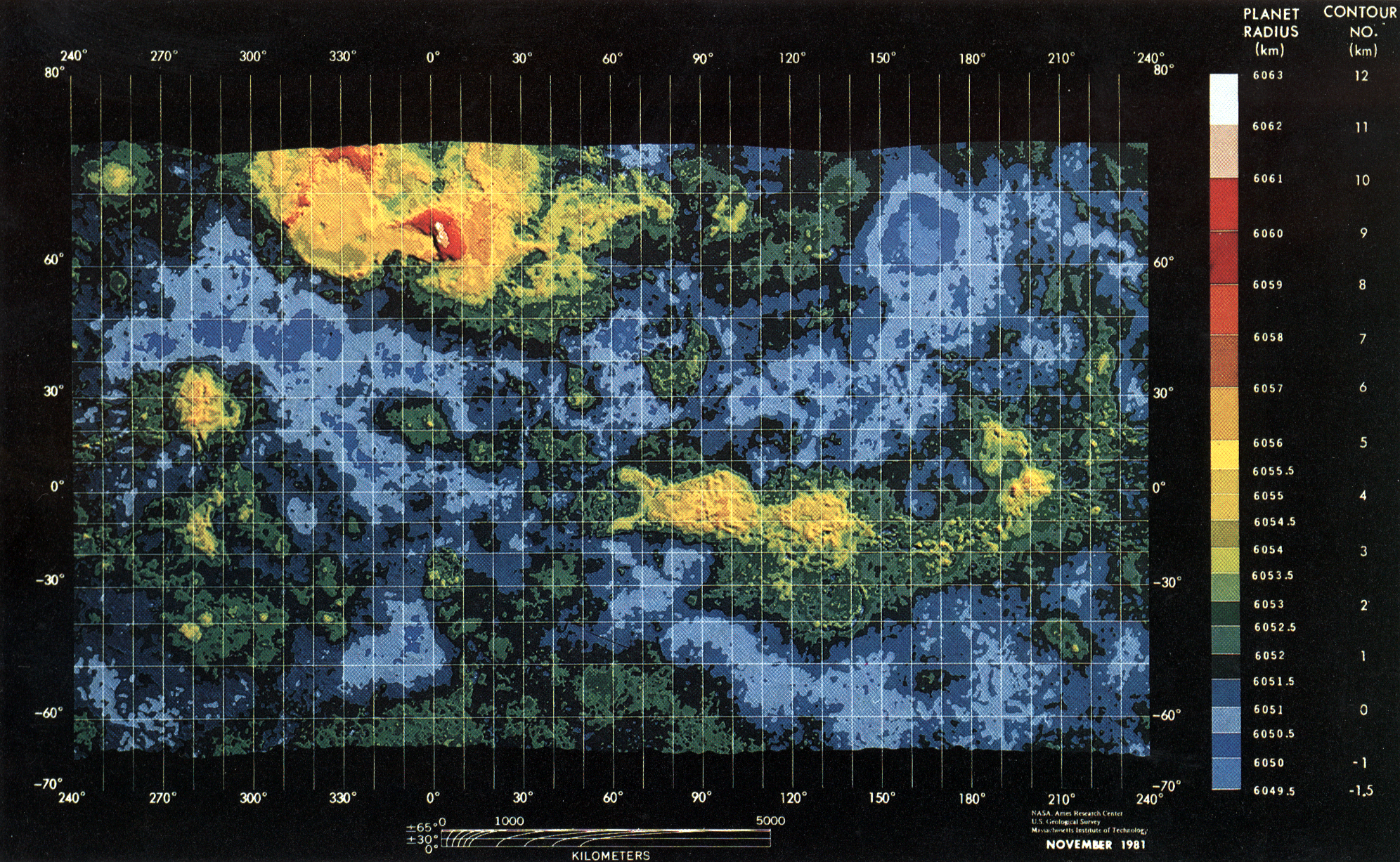
Mapa topograficzna Wenus wykonana przez Pioneer Venus 1

Sonda została wyniesiona z przylądka Canaveral na Florydzie 20 maja 1978 roku przy użyciu rakiety nośnej Atlas Centaur. 4 grudnia 1978 roku Pioneer Venus 1 został wprowadzony na orbitę okołowenusjańską. Do lipca 1980 roku sonda była utrzymywana na orbicie o perycentrum pomiędzy 142 i 253 km i apocentrum 66 900 km. Okres obiegu wynosił 24 h. Później perycentrum podniosło się do maksymalnie 2290 km, po czym stopniowo zaczęło się obniżać. Radar sondy pracował do 19 marca 1981 roku, wykonując mapy powierzchni leżącej pomiędzy równoleżnikami 73°N i 63°S. W 1991 roku radar został ponownie uruchomiony dla dokonania obserwacji południowych obszarów planety. Łącznie sonda wykonała mapy ukształtowania około 93% powierzchni Wenus. Rozdzielczość pomiarów wysokości terenu sięgała 200 m. Dużo gorsza była rozdzielczość horyzontalna pomiarów wynosząca od 30 km do 150 km. Instrumenty sondy posłużyły także do badania globalnej dynamiki atmosfery planety, składu górnych warstw atmosfery i jonosfery oraz oddziaływania wiatru słonecznego z jonosferą. Spektrometr ultrafioletowy posłużył, poza obserwacjami Wenus, także do obserwacji kilku komet. 8 października 1992 roku, po wyczerpaniu ostatnich zapasów paliwa, sonda uległa zniszczeniu w atmosferze planety.